# Нігеро-кордофанські мови
Нігеро-кордофанські або Конго-кордофанські мови — запропонована Джозефом Грінбергом макросім'я африканських мов. Поділяється на дві групи, нігеро-конголезьку та кордофанську. Цей термін вважається тотожним до нігеро-конголезьких мов та є рідковживаним.
За гіпотезою Грінберга, Нігеро-конголезькі мови поширені на більшій частині західної, східної та південної Африки, а кордофанські мови — в східному Судані.

## Історія терміна
Грінберг запропонував свою класифікацію на базі попередніх робіт. Він порівняв масове порівняння багатьох мов та дійшов висновків, що західноатлантичні мови, манде, гур, ква, бенуе-конголезькі та адамауа-східні мови утворюють нігеро-конголезьку групу мов нігеро-кордофанської сім'ї, а кордофанські мови є окремою підгрупою тої ж сім'ї. 
Терміни «нігеро-конголезькі мови» та «нігеро-кордофанські мови» тривалий час використовувались для позначення однієї й тієї ж мовної сім'ї. Спочатку існувала невизначеність щодо того, чи відокремилася кордофанська група мов раніше, ніж манде, що обумовило використання терміна «нігеро-кордофанські мови». Проте наразі загальновизнано, що кордофанська група не відокремилася раніше, і необхідність використання терміна «нігеро-кордофанські мови» відпала. Термін «Нігеро-конголезька» завжди був більш поширеним, і зараз існують певні заперечення проти використання самого терміна «кордофанські мови».
У новіших роботах кордофанські мови відносять до нігеро-конголезьких мов.

## Характеристика
Властивою типологічною рисою більшої частини мов є наявність системи узгоджених іменних класів, формально виражених за допомогою афіксальних показників, у більшості випадків — префіксів, але у частини мов — суфіксів або префіксів та суфіксів. Ці класні показники, як правило, парні для однини та множини. Однак деякі мови, в тому числі всі мови манде, не мають узгоджених іменних класів.
Постулат про генеалогічну єдність мов потребує доказів. У підтвердження своєї гіпотези Грінберг приводить більш як 50 лексичних відповідностей між нігеро-конголезькими та кордофанськими мовами, а також низку морфологічних відповідностей, у тому числі в системі іменних класних показників. Наприклад, кордофанський показник для класу рідин та іноді для абстрактних понять «η» відповідає показнику «m» тотожного нігеро-конголезького класу. Фонетична відповідність кордофанського «η» нігеро-конголезькому «m» знаходить місце і в інших випадках. У кордофанській мові катла абстрактні іменники утворюються від прикметників за допомогою префікса «b-», чому точно відповідає префікс «bu-» в мовах банту, який зустрічається і в інших нігеро-конголезьких мовах.